# Wielki wąż morski
Wielki wąż morski (duń. Den store Søslange) – baśń literacka autorstwa Hansa Christiana Andersena, wydana po raz pierwszy w 1871 roku.

## Publikacja
Hans Christian Andersen opublikował baśń literacką o Wielkim wężu morskim w kopenhaskim tygodniku „Illustreret Tidende” wydawanym przez wydawnictwo Forlagsbureauet 17 grudnia 1871 roku. Baśń była dwukrotnie wznawiana za życia pisarza w wydaniach zbiorczych w latach 1872 oraz 1874. W katalogu dzieł Andersena autorstwa B.F. Nielsena Wielki wąż morski ma numer 1014.
Pierwsze polskie tłumaczenie autorstwa Stefanii Beylin ukazało się w Warszawie w 1931 roku w zbiorowym sześciotomowym wydaniu baśni Andersena. Tłumaczenie z języka duńskiego autorstwa Bogusławy Sochańskiej wydało w trzytomowej antologii w 2006 roku poznańskie wydawnictwo Media Rodzina.
Pisarz zaprezentował w baśni całą gamę akwafauny zamieszkującej ocean: śledź, makrela, węgorz, ptaszor, kurek, dorsz, flądra, strzykwa, homar, krab, delfin, foka, wieloryb, rekin, ryba piła, sum, gąbka, ośmiornica, koralowiec, włócznik, krowa morska, ciernik. Wspomniany został również mityczny wąż Jormungand (Midgaard).

## Fabuła
Mała rybka z dobrej rodziny żyje w oceanie razem z osiemnastoma setkami rodzeństwa. Słońce świeci przez wodę, a wokół pływają dziwne, piękne i ogromne stworzenia. Nagle spada w wodę ciężka, długa rzecz, która miażdży wiele małych rybek. Przerażone ryby i inne stworzenia uciekają we wszystkie strony. Okazuje się, że to podwodny kabel telegraficzny między Europą a Ameryką.
Wszystkie stworzenia morskie są przerażone jego pojawieniem się. Niektóre ryby wyskakują z wody, inne uciekają w głąb oceanu. W wyniku zamieszania rodzeństwo rozdziela się i prawie wszystkie tracą ze sobą kontakt. Rybka postanawia dowiedzieć się, czym jest ten długi czarny, nie mający końca ni początku przedmiot.
Delfin nie wie nic, ale foka opowiada o ludziach, którzy sprowadzili kabel z lądu. Twierdzi, że to może być legendarny straszny wąż morski. Rybka widzi piękne ryby, meduzy i rośliny, a także wrak statku z ciałem kobiety i dziecka. Spotyka wieloryba, który rusza razem z nią. Dołączają do nich inne morskie stworzenia, które chcą sprawdzić, czym naprawdę jest ten wielki „węgorz”.
Stary wieloryb mówi, że chce leżeć spokojnie, gdzie leży, ponieważ cierpi na ciężką chorobę. Znajduje ulgę, gdy wynurza się na powierzchnię i ptaki czyszczą jej plecy. Skarży się, że jeden ptak wbił się za głęboko i nie mógł się wydostać, jego szkielet nadal tkwi w jego skórze. Rekin nie wierzy w choroby i mówi, że ryby nie chorują. Wieloryb mu odpowiada, że węgorze mają choroby skóry, karpie ospę, a wszystkie ryby mają pasożyty. Rekin uznaje to za bzdury i odpływa, jak reszta ryb.
W końcu cała grupa dociera do miejsca, gdzie leży kabel telegraficzny. Przebiega on przez dno morskie od Europy do Ameryki, przez rafy, piaski i lasy koralowców. Ruchy wody i mnogość ryb sprawiają, że to miejsce tętni życiem. Mimo to kabel leży nieruchomo, przesyłając ludzkie myśli. Wieloryb boi się, że kabel może uderzyć go w brzuch. Ośmiornica dotyka kabla swoimi ramionami i stwierdza, że nie ma on skóry ani łusek. Młody węgorz porównuje się z kablem. Młody wieloryb pyta kabel, czy jest rybą, rośliną, czy tylko wynalazkiem z powierzchni. Kabel nie odpowiada, ponieważ zajmuje się przesyłaniem wiadomości.
Noc zapada, a małe świecące stworzenia rozświetlają dno morskie. Nadpływa stara krowa morska, która ogłasza, że zna prawdę i ostrzega, że kabel to wynalazek ludzi. Mimo to mała rybka wierzy, że kabel to cudowna istota, a narrator potwierdza: to wspaniały wytwór ludzkiego geniuszu, który łączy kontynenty.